# Южнорусинский язык
Южнорусинский язык (также паннонско-русинский язык, западнорусинский язык, ранее югославо-русинский язык, в более узком смысле воеводинско-русинский язык, бачванско-русинский язык; самоназвания: руски язик, южноруски язик, руска бешеда, бачваньско-руска бешеда) — язык паннонских русинов, распространённый в Сербии (Воеводина) и Хорватии (Славония). Выполняет некоторые официальные функции на уровне краевых органов и в шести общинах автономного края Воеводины (имеет статус «служебного языка»). В Боснии и Герцеговине и Хорватии законодательно признан языком этнического меньшинства — в этих странах для него предусмотрена возможность получения статуса регионального языка.
Общее число говорящих составляет порядка 13 тыс. человек, из них, согласно данным переписей 2011 года, 11 340 носителей русинского языка представлено в Сербии и 1472 носителя — в Хорватии.
Южнорусинские говоры разделяют многие языковые особенности как восточнославянского карпаторусинского языка, так и западнославянского восточнословацкого диалекта (общие и присущие его отдельным группам говоров — шаришской и абовской).
На основе своей родной речи паннонские русины создали локальный кодифицированный вариант русинского языка (первая грамматика была издана в 1923 году). Базой для него стали языковые черты керестурского говора.
В 2022 году южнорусинский получил собственный код rsk в Международной организации по стандартизации (ISO) с названием «рутенский/руснацкий язык» (англ. Ruthenian/Rusnak language). Ранее его рассматривали как часть «русинского языка» (с кодом rue).
С 14 октября 2024 года существует Википедия на южнорусинском языке.

## О названии
Самоназвание паннонских (воеводинских, бачванско-сремских) русинов — Руснаци, Руснак, Рускиня (изредка — Русини, Русин, Русинка/Русначка), самоназвание южнорусинского языка — руски язик (изредка — русински язык). Лингвонимы руски язик, русински язик, как и лингвоним русский язык, а также этнонимы руснаци, русини, как и русские, соотносятся с древним этнонимом и топонимом Русь. Самоназвания языка руски и народа Руснаци сложились у предков паннонских русинов, живших на Карпатах, и сохранились после их переселения в XVIII веке в Воеводину. Для того, чтобы выделить себя среди остальных русинов паннонские русины употребляют уточняющие конструкции, например, Бачвански Руснаци, Бачванско-сримски Руснаци, Войводянски Руснаци. Карпаторусинский язык, а также в широком смысле — язык всех русинов, паннонские русины называют русински язик, карпатских русинов — Русини (Карпатски Русини), Русин, Русинка. Русский язык паннонские русины называют русийски язик (разг. руски, иногда велькоруски или росийски — под украинским влиянием), русских — Руси, Рус, Русиянка (разг. Рускиня). Сербы называют южнорусинский язык (а также и карпаторусинский) русински jезик (реже — руснацки jезик, рушњачки jезик), а русский — руски језик, паннонских русинов (как и карпатских) называют русини, русин, русинка, реже — руснаци, руснак, в прошлом (в XVIII—XIX веках) — рушњаци, рушњак или руси, рус, русских называют — руси, рус, рускиња. Известно также такое название южнорусинского языка, как руска бешеда (от русинского бешеда «беседа, речь, говор, диалект, язык») или бачваньско-руска бешеда, которое использовалось, например, в работе Г. Костельника 1923 года «Граматика бачвансько-руськой бешеди». Помимо этого, в научной литературе русинов встречаются такие лингвонимы родного языка, как бачванско-руски язик / бачваньско-руски язик, бачванско-руска бешеда, бачванско-сримски руски язик, бачванско-сримски руски литературни язик, бачванско-сримска бешеда.
В русскоязычной научной литературе в последнее время получил распространение лингвоним южнорусинский язык. Ранее встречались такие названия этого языка, как воеводинско-русинский язык, югославо-русинский язык (встречающийся, в частности, в работах А. Д. Дуличенко), паннонско-русинский язык, а также бачванско-сремский диалект.

## Классификация
Классификация южнорусинского языка остаётся предметом споров. Из-за наличия в языке как западнославянских, так и восточнославянских (отчасти и южнославянских признаков), одна часть исследователей славянских языков относит южнорусинский к западнославянской группе, другая часть — к восточнославянской, третья отмечает его переходный или смешанный характер. Как западнославянский идиом южнорусинский язык рассматривал, в частности, шведский славист С. Густавссон. Хорватская исследовательница русинского происхождения Е. Барич и советский и эстонский славист А. Д. Дуличенко считают, что южнорусинский занимает промежуточное положение между языками западных и восточных славян. Вероятнее всего, как считает А. Д. Дуличенко, в языковой системе южнорусинского имеет место незавершённый процесс перехода носителей карпаторусинских говоров на восточнословацкие или же результат длительной языковой интерференции карпаторусинских и восточнословацких говоров. На «переход южнорусинских говоров на восточнословацкий диалект с регулярными западнославянскими чертами при сохранении отдельных карпаторусинских (восточнославянских) элементов» указывает российский лингвист С. С. Скорвид.
Южнорусинский исследователь М. Фейса при рассмотрении признаков, по которым славянские языки традиционно разделяются на три ветви, установил, что южнорусинский разделяет основные характеристики с западнославянскими языками, в первую очередь, с восточнословацкими говорами, в несколько большей степени, чем с восточнославянскими языками. М. Фейса рассмотрел при этом 11 языковых признаков:
1. В изменении редуцированных праславянского языка ъ, ь перед сонорными r, l (*tъrt, *tьrt, *tъlt, *tьlt) преобладают западнославянские рефлексы при наличии некоторых лексем с восточнославянскими рефлексами:
  - ъr > ar — южнорусин. гарсц, кармиц, таргац ше, гарло, но горбати при рус., укр. горло, словац. hrdlo, пол. gardło;
  - ьr > ar после твёрдых согласных d, t, z, s, l, n — южнорусин. тварди, зарно, сарня, но чарнїца/чернїца при рус. твёрдый, укр. твердий, рус., укр. зерно, словац. tvrdý, zrno, пол. twardy, ziarno;
  - ъl > lu после d, t, s — южнорусин. длуги, тлусти, слунко при рус. долгий, укр. довгий, словац. dlhý, пол. długi;
  - ьl > lu — южнорусин. тлучиц, длужен, но полни, жолти/жовти при рус. толочь, полный, жёлтый, укр. товкти, повний, жовтий, словац. tlcť, plný, žltý, пол. tłuc, pełny, żółty.
2. Переход *tort > trat, *tolt > tlat, *tert > tret, *telt > tlet, свойственный южнославянским языкам и части западнославянских языков, при восточнославянских рефлексах torot, tolot, teret, telet:
  - trat — южнорусин. брада, врана, драга, крава, хранїц, краль, но смрод, норов, город при рус., укр. борода, ворона, словац. brada, vrana, пол. broda, wrona, серб. брада, врана;
  - tlat — южнорусин. глад, злато, млаток, слама, млади, плашиц, но плокац, хлоп, соловей при рус., укр. голод, золото, словац. hlad, zlato, пол. głód, złoto, серб. глад, злато;
  - tret — южнорусин. брег, стрежиц, вред, но черево, череп, смерек при рус., укр. берег, словац. breh, пол. brzeg, серб. брег/бријег «холм, горка»;
  - tlet — южнорусин. млєко, плєц, плєва при рус., укр. молоко, словац. mlieko, пол. mleko, серб. млеко/млијеко.
3. Развитие на месте праславянского сочетания *dj свистящего согласного dz, характерного для западнославянских языков, и на месте *tj — как свистящего c, сходного с западнославянским рефлексом, так и шипящего č, сходного с восточнославянским рефлексом: южнорусин. медзи, цудзи, предза (редко меджа) при рус., укр. межа, словац. medza, пол. miedza; южнорусин. плецо, плюца и швичка, онучка, тисяч при рус. плечо, свеча, укр. плече, свіча, словац. plece, svieca, пол. plecy «спина», świeca.
4. Сохранение гласной е- с развитием перед ней протетического j в начале слова как в западнославянском и южнославянском ареалах: южнорусин. єден, єлень (но в заимствовании: озеро — устар. єзеро) при рус., укр. один, серб. jedаn, словац. jeden, пол. jeden.
5. Частичное отражение результатов второй и третьей палатализации (перехода заднеязычных k, g, х в c’, dz’, š’/s’), при которых на стыке морфем в южнорусинском отмечается только чередование k > c' в именах существительных мужского рода типа гудак — гудаци, буяк — буяци. Другие чередования отсутствуют, например, х > š’/s’: кожухи, мухи, Влахи, Чехи. Примеры типа вше и шицко указывают на сходство южнорусинских с западнословацкими рефлексами: рус., укр. весь, словац. všetok, пол. wszystek, серб. све.
6. Отсутствие l эпентетического на месте праславянских сочетаний с губными согласными p, b, m, v с j на стыке морфем, сходное с западнославянскими языками: южнорусин. жем, любени, натопени, направени, купя, забавяц ше при рус., укр. земля, люблю, словац. zem, пол. ziemia, серб. земља.

## Лингвогеография

### Ареал и численность
Область расселения паннонских русинов, носителей южнорусинского языка, большей частью расположена на территории Сербии — в автономном крае Воеводина, часть русинских сёл находится также в Хорватии, главным образом, в районе, приграничном с Воеводиной. Изначально русины, выходцы из Закарпатья основали селения в воеводинской области Бачка, откуда позднее расселились в области Срем (на территории современной Сербии) и Славония (на территории современной Хорватии). Носители южнорусинского живут в Коцуре (Куцуре), Руски-Керестуре (Руски-Крстуре), Дюрдёве (Джюрджеве), Нови-Саде, Вербасе (Врбасе), Вуковаре и других населённых пунктах Воеводины и Славонии, а также в Белграде. Кроме того, русины дисперсно расселены помимо Сербии и Хорватии в других республиках бывшей Югославии. Небольшая группа носителей южнорусинского сохраняется до нашего времени в Канаде.
Общая численность говорящих на южнорусинском по данным переписей 2011 года в Сербии и Хорватии составляет порядка 13 тыс. человек. Согласно оценочным данным, число носителей южнорусинского языка может быть существенно выше. Так, например, А. Д. Дуличенко сообщает о 25 тыс. говорящих на южнорусинском (2005, 2014).

#### В Сербии
Согласно данным переписи 2002 года, в Сербии насчитывалось 13 458 человек, говорящих по-русински (0,18 % от населения страны), в то время как численность населения, которое отнесло себя к русинам, составила 15 905 человек (0,21 % от населения страны); по данным переписи 2011 года, численность носителей русинского языка снизилась до 11 340 человек (0,16 % от населения страны), а численность русин — до 14 246 человек (0,20 % от населения страны). Как правило, большинство представителей русинского этноса владеет родным языком. Нередко, лица, не относящие себя к русинам, но воспитанные в русинско-сербских или иных смешанных семьях в какой-то мере могут говорить или понимать по-русински. Кроме того, русинским могут владеть представители нерусинских этносов, живущих в Коцуре и Руски-Керестуре.
Подавляющее большинство сербских русин живут в автономном крае Воеводина. Русинский является 7-м языком по численности говорящих в Воеводине после сербского, венгерского, словацкого, цыганского, румынского и хорватского. По данным переписи 2011 года, численность носителей русинского языка в Воеводине составляла 11 154 человек (98,36 % от всех носителей, 0,58 % жителей края), в Центральной Сербии — 46 человек (0,41 % от всех носителей), в округе Город Белград — 140 человек (1,23 % от всех носителей, 0,01 % жителей округа).
Доля носителей русинского языка, превышающая 1 % по административно-территориальным единицам, отмечена по данным переписи 2011 года в 4-х общинах Воеводины: наименьшая — 1,9 % (в общине Шид), наибольшая — 10,2 % (в общине Кула). Наибольшими по числу русиноязычного населения являются общины Кула (с селом Руски-Керестур и городом Кула) — 4391 человек, Вербас (с селом Коцур и городом Вербас) — 2872 человека, Град Нови-Сад — 1542 человека (в том числе в городе Нови-Сад — 1396 человек), Жабель (с селом Дюрдёв) — 1039 человек и Шид (с городом Шид) — 639 человек.
У более, чем 90 % русин, указавших в переписи 2011 года родным языком не русинский, а иной, родным является сербский язык.
Численность русин в Сербии с 1991 по 2011 годы составляла:
- по данным переписи 1991 года — в Воеводине — 17 652 человека, в Центральной Сербии — 400 человек, в округе Город Белград — 282 человека[44];
- по данным переписи 2002 года — в Воеводине — 15 626 человек (98,25 % всех русин, 0,77 % жителей края), в Центральной Сербии — 279 человек (1,75 % всех русин, 0,01 % жителей региона), в округе Город Белград — 216 человек (0,01 % жителей округа)[45];
- по данным переписи 2011 года — в Воеводине — 13 928 человек (97,77 % всех русин, 0,72 % жителей края), в Центральной Сербии — 73 человека (0,52 % всех русин), в округе Город Белград — 245 человек (1,72 % всех русин, 0,01 % жителей округа)[46].

В Белграде русины проживают в основном в районах Земун — 38 человек (2011, 47 человек — в 2002 году, 62 человека — в 1991 году), Нови-Београд — 38 человек (2011, 49 человек — в 2002 году, 60 человек — в 1991 году) и Чукарица — 30 человек (2011, 25 человек — в 2002 году, 18 человек — в 1991 году). При этом носителей русинского языка по данным 2011 года насчитывалось в Земуне — 18 человек, в Нови-Београде — 36 человек, в Чукарице — 17 человек.
Численность русин по муниципальным образованиям автономного края Воеводина (округам, общинам, городам и сёлам) на основе данных переписей 1991 и 2002 годов (с численностью русин более 30 человек):
| Южно-Бачский округ        | Южно-Бачский округ                                   | Южно-Бачский округ                                   |
| община, город, село       | численность русин /общая численность 1991 год (чел.) | численность русин /общая численность 2002 год (чел.) |
| Община Врбас              | 4221 / 46 405                                        | 3765 / 45 852                                        |
| ------------------------- | ---------------------------------------------------- | ---------------------------------------------------- |
| Куцура                    | 2413 / 4713                                          | 2200 / 4663                                          |
| Врбас                     | 1716 / 25 858                                        | 1478 / 25 907                                        |
| Савино-Село               | 80 / 3767                                            | 74 / 3351                                            |
| Град Нови-Сад             | 2300 / 265 464                                       | 2032 / 299 294                                       |
| Нови-Сад                  | 1809 / 179 626                                       | 1556 / 191 405                                       |
| Петроварадин              | 148 / 11 285                                         | 141 / 13 973                                         |
| Ветерник                  | 120 / 10 271                                         | 121 / 18 626                                         |
| Сремска-Каменица          | 90 / 7955                                            | 69 / 11 205                                          |
| Руменка                   | 34 / 4361                                            | 40 / 5729                                            |
| Футог                     | 29 / 16 048                                          | 38 / 18 582                                          |
| Община Жабаль             | 1610 / 25 823                                        | 1407 / 27 513                                        |
| Джюрджево                 | 1395 / 4517                                          | 1197 / 5137                                          |
| Господжинци               | 186 / 3553                                           | 172 / 3896                                           |
| Жабаль                    | 24 / 8766                                            | 31 / 9598                                            |
| Община Темерин            | 38 / 24 939                                          | 49 / 28 275                                          |
| Темерин                   | 20 / 16 971                                          | 32 / 19 216                                          |
| Община Бачка-Паланка      | 85 / 58 835                                          | 53 / 60 966                                          |
| Бачка-Паланка             | 37 / 26 780                                          | 25 / 29 449                                          |
| Община Бечей              | 33 / 42 685                                          | 24 / 40 987                                          |
| Бечей                     | 26 / 26 634                                          | 19 / 25 774                                          |
| всего: Южно-Бачский округ | —                                                    | 7443 / 593 666                                       |

| Западно-Бачский округ        | Западно-Бачский округ                                | Западно-Бачский округ                                |
| община, город, село          | численность русин /общая численность 1991 год (чел.) | численность русин /общая численность 2002 год (чел.) |
| Община Кула                  | 6055 / 49 311                                        | 5398 / 48 353                                        |
| ---------------------------- | ---------------------------------------------------- | ---------------------------------------------------- |
| Руски-Крстур                 | 5026 / 5636                                          | 4483 / 5213                                          |
| Кула                         | 824 / 19 311                                         | 725 / 19 301                                         |
| Крушич                       | 94 / 2477                                            | 99 / 2353                                            |
| Црвенка                      | 86 / 10 409                                          | 64 / 10163                                           |
| Община Сомбор                | 77 / 96 105                                          | 75 / 97 263                                          |
| Сомбор                       | 69 / 48 993                                          | 69 / 51 471                                          |
| Община Оджаци                | 70 / 37 501                                          | 75 / 35 582                                          |
| Лалич                        | 27 / 1699                                            | 27 / 1646                                            |
| всего: Западно-Бачский округ | —                                                    | 5535 / 214 011                                       |

| Сремский округ           | Сремский округ                                       | Сремский округ                                       |
| община, город, село      | численность русин /общая численность 1991 год (чел.) | численность русин /общая численность 2002 год (чел.) |
| Община Шид               | 1515 / 36 317                                        | 1318 / 38 973                                        |
| ------------------------ | ---------------------------------------------------- | ---------------------------------------------------- |
| Шид                      | 735 / 14 275                                         | 681 / 16 311                                         |
| Бачинци                  | 288 / 1298                                           | 215 / 1374                                           |
| Беркасово                | 220 / 1103                                           | 184 / 1228                                           |
| Бикич-До                 | 183 / 299                                            | 160 / 336                                            |
| Община Сремска-Митровица | 819 / 85 328                                         | 691 / 85 902                                         |
| Сремска-Митровица        | 732 / 38 834                                         | 620 / 39 084                                         |
| Стара-Бингула            | 35 / 205                                             | 23 / 190                                             |
| Лачарак                  | 32 / 10 235                                          | 27 / 10 893                                          |
| всего: Сремский округ    | —                                                    | 2044 / 335 901                                       |

| Северно-Бачский округ        | Северно-Бачский округ                                | Северно-Бачский округ                                |
| община, город, село          | численность русин /общая численность 1991 год (чел.) | численность русин /общая численность 2002 год (чел.) |
| Община Бачка-Топола          | 301 / 40 473                                         | 292 / 38 245                                         |
| ---------------------------- | ---------------------------------------------------- | ---------------------------------------------------- |
| Ново-Орахово                 | 216 / 2263                                           | 181 / 2029                                           |
| Бачка-Топола                 | 71 / 16 704                                          | 95 / 16 171                                          |
| Община Суботица              | 131 / 150 534                                        | 157 / 148 401                                        |
| Суботица                     | 110 / 100 386                                        | 144 / 99 981                                         |
| всего: Северно-Бачский округ | —                                                    | 484 / 200 140                                        |

Численность русин и носителей русинского языка по муниципальным образованиям автономного края Воеводина (округам, общинам и городам) на основе данных переписей 2002 и 2011 годов (с численностью русин более 50 человек и говорящих по-русински более 30 человек):
| Численность носителей русинского языка в Воеводине по данным переписи 2011 года | Численность носителей русинского языка в Воеводине по данным переписи 2011 года | Численность носителей русинского языка в Воеводине по данным переписи 2011 года |
| округ, город, община                                                            | численность носителей русинского языка /общая численность 2011 год (чел., %)    |                                                                                 |
| ------------------------------------------------------------------------------- | ------------------------------------------------------------------------------- | ------------------------------------------------------------------------------- |
| Южно-Бачский округ                                                              |                                                                                 |                                                                                 |
| Община Врбас                                                                    | 2872 (6,82 %) / 42 092                                                          |                                                                                 |
| Град Нови-Сад                                                                   | 1542 (0,45 %) / 341 625                                                         |                                                                                 |
| Нови-Сад                                                                        | 1396 (0,45 %) / 307 760                                                         |                                                                                 |
| Петроварадин                                                                    | 146 (0,43 %) / 33 865                                                           |                                                                                 |
| Община Жабаль                                                                   | 1039 (3,98 %) / 26 134                                                          |                                                                                 |
| Община Темерин                                                                  | 39 (0,14 %) / 28 287                                                            |                                                                                 |
| всего: Южно-Бачский округ                                                       | 5586 (0,91 %) / 615 371                                                         |                                                                                 |
| Западно-Бачский округ                                                           |                                                                                 |                                                                                 |
| Община Кула                                                                     | 4391 (10,19 %) / 43 101                                                         |                                                                                 |
| Община Оджаци                                                                   | 43 (0,14 %) / 30 154                                                            |                                                                                 |
| Община Сомбор                                                                   | 38 (0,04 %) / 85 903                                                            |                                                                                 |
| всего: Западно-Бачский округ                                                    | 4479 (2,38 %) / 188 087                                                         |                                                                                 |
| Сремский округ                                                                  |                                                                                 |                                                                                 |
| Община Шид                                                                      | 639 (1,87 %) / 34 188                                                           |                                                                                 |
| всего: Сремский округ                                                           | 688 (0,22 %) / 312 278                                                          |                                                                                 |
| Северно-Бачский округ                                                           |                                                                                 |                                                                                 |
| Община Бачка-Топола                                                             | 209 (0,63 %) / 33 321                                                           |                                                                                 |
| Община Суботица                                                                 | 108 (0,08 %) / 141 554                                                          |                                                                                 |
| всего: Северно-Бачский округ                                                    | 333 (0,18 %) / 186 906                                                          |                                                                                 |

| Численность русин Воеводины по данным переписей 2002 и 2011 годов | Численность русин Воеводины по данным переписей 2002 и 2011 годов | Численность русин Воеводины по данным переписей 2002 и 2011 годов |
| округ, город, община                                              | численность русин/ /общая численность 2002 год (чел.)             | численность русин/ /общая численность 2011 год (чел.)             |
| ----------------------------------------------------------------- | ----------------------------------------------------------------- | ----------------------------------------------------------------- |
| Южно-Бачский округ                                                |                                                                   |                                                                   |
| Община Врбас                                                      | 3765 / 45 852                                                     | 3375 / 42 092                                                     |
| Град Нови-Сад                                                     | 2032 / 299 294                                                    | 2160 / 341 625                                                    |
| Нови-Сад                                                          | 1556 / 191 405                                                    | 1952 / 307 760                                                    |
| Петроварадин                                                      | 141 / 13 973                                                      | 208 / 33 865                                                      |
| Община Жабаль                                                     | 1407 / 27 513                                                     | 1198 / 26 134                                                     |
| Община Темерин                                                    | 49 / 28 275                                                       | 51 / 28 287                                                       |
| всего: Южно-Бачский округ                                         | 7443 / 593 666                                                    | 6974 (1,13 %) / 615 371                                           |
| Западно-Бачский округ                                             |                                                                   |                                                                   |
| Община Кула                                                       | 5398 / 48 353                                                     | 4588 / 43 101                                                     |
| Община Сомбор                                                     | 75 / 97 263                                                       | 62 / 85 903                                                       |
| всего: Западно-Бачский округ                                      | 5535 / 214 011                                                    | 4718 (2,51 %) / 188 087                                           |
| Сремский округ                                                    |                                                                   |                                                                   |
| Община Шид                                                        | 1318 / 38 973                                                     | 1027 / 34 188                                                     |
| Община Сремска-Митровица                                          | 691 / 85 902                                                      | 620 / 79 940                                                      |
| всего: Сремский округ                                             | 2044 / 335 901                                                    | 1689 (0,54 %) / 312 278                                           |
| Северно-Бачский округ                                             |                                                                   |                                                                   |
| Община Бачка-Топола                                               | 292 / 38 245                                                      | 254 / 33 321                                                      |
| Община Суботица                                                   | 157 / 148 401                                                     | 172 / 141 554                                                     |
| всего: Северно-Бачский округ                                      | 484 / 200 140                                                     | 456 (0,24 %) / 186 306                                            |

Численность русин и носителей русинского языка в Сербии по данным переписей с 1948 по 2011 годы (в переписях 1948, 1953 и 1961 года численность русин учитывалась вместе с численностью украинцев под общим этнонимом «русины», а численность говорящих по-русински учитывалась вместе с численностью носителей украинского как «говорящих на русинском»):
| Общая численность русин и носителей русинского языка в Сербии по данным переписей с 1948 по 2011 годы | Общая численность русин и носителей русинского языка в Сербии по данным переписей с 1948 по 2011 годы | Общая численность русин и носителей русинского языка в Сербии по данным переписей с 1948 по 2011 годы | Общая численность русин и носителей русинского языка в Сербии по данным переписей с 1948 по 2011 годы | Общая численность русин и носителей русинского языка в Сербии по данным переписей с 1948 по 2011 годы | Общая численность русин и носителей русинского языка в Сербии по данным переписей с 1948 по 2011 годы | Общая численность русин и носителей русинского языка в Сербии по данным переписей с 1948 по 2011 годы | Общая численность русин и носителей русинского языка в Сербии по данным переписей с 1948 по 2011 годы | Общая численность русин и носителей русинского языка в Сербии по данным переписей с 1948 по 2011 годы |
| представители этнической группы и носители языка                                                      | годы переписи                                                                                         | годы переписи                                                                                         | годы переписи                                                                                         | годы переписи                                                                                         | годы переписи                                                                                         | годы переписи                                                                                         | годы переписи                                                                                         | годы переписи                                                                                         |
| представители этнической группы и носители языка                                                      | 1948                                                                                                  | 1953                                                                                                  | 1961                                                                                                  | 1971                                                                                                  | 1981                                                                                                  | 1991                                                                                                  | 2001                                                                                                  | 2011                                                                                                  |
| --- | --- | --- | --- | --- | --- | --- | --- | --- |
| русины                                                                                                | 22 667                                                                                                | 23 720                                                                                                | 25 658                                                                                                | 20 608                                                                                                | 19 757                                                                                                | 18 052                                                                                                | 15 905                                                                                                | 14 246                                                                                                |
| носители русинского языка                                                                             | — | 22 111                                                                                                | 23 944                                                                                                | 19 209                                                                                                | 16 215                                                                                                | 16 095                                                                                                | 13 458                                                                                                | 11 340                                                                                                |

#### В Хорватии
Численность русин по муниципальным образованиям Хорватии (жупаниям, городам и общинам) на основе данных переписей 2001 и 2011 годов (с численностью русин более 20 человек):
| Численность русин Хорватии по данным переписей 2001 и 2011 годов | Численность русин Хорватии по данным переписей 2001 и 2011 годов | Численность русин Хорватии по данным переписей 2001 и 2011 годов |
| жупания, община, город                                           | численность русин/ общая численность 2001 год (чел.)             | численность русин/ общая численность 2011 год (чел., %)          |
| ---------------------------------------------------------------- | ---------------------------------------------------------------- | ---------------------------------------------------------------- |
| Вуковарско-Сремская жупания                                      |                                                                  |                                                                  |
| Община Богдановци                                                | 550 / 2366                                                       | 444 (22,65 %) / 1960                                             |
| Вуковар                                                          | 567 / 31 670                                                     | 440 (1,59 %) / 27 683                                            |
| Община Томпоевци                                                 | 366 / 1999                                                       | 272 (17,38 %) / 1565                                             |
| Винковци                                                         | 93 / 35 912                                                      | 75 (0,21 %) / 35 312                                             |
| Община Дреновци                                                  | 69 / 7424                                                        | 64 (1,24 %) / 5174                                               |
| Община Стари-Янковци                                             | 26 / 5216                                                        | 28 (0,64 %) / 4405                                               |
| Община Гуня                                                      | 38 / 5033                                                        | 23 (0,62 %) / 3732                                               |
| Илок                                                             | 27 / 8351                                                        | 19 (0,28 %) / 6767                                               |
| всего: Вуковарско-Сремская жупания                               | 1796 / 204 768                                                   | 1427 (0,79 %) / 179 521                                          |
| Град Загреб                                                      |                                                                  |                                                                  |
| Район Трне                                                       | 20 / 45 267                                                      | 15 (0,04 %) / 42 282                                             |
| всего: Град Загреб                                               | 123 / 779 145                                                    | 134 (0,02 %) / 790 017                                           |
| Осиекско-Бараньская жупания                                      |                                                                  |                                                                  |
| Осиек                                                            | 66 / 114 616                                                     | 58 (0,05 %) / 108 048                                            |
| Джяково                                                          | 31 / 30 092                                                      | 16 (0,06 %) / 27 745                                             |
| всего: Осиекско-Бараньская жупания                               | 127 / 330 506                                                    | 100 (0,03 %) / 305 032                                           |
| Приморско-Горанская жупания                                      |                                                                  |                                                                  |
| Риека                                                            | 27 / 144 043                                                     | 24 (0,02 %) / 128 624                                            |
| всего: Приморско-Горанская жупания                               | 61 / 305 505                                                     | 54 (0,02 %) 296 195                                              |

Численность носителей русинского языка по муниципальным образованиям Хорватии (жупаниям и городам) на основе данных переписи 2011 года (с численностью говорящих более 20 человек):
| Численность носителей русинского языка в Хорватии по данным переписи 2011 года | Численность носителей русинского языка в Хорватии по данным переписи 2011 года | Численность носителей русинского языка в Хорватии по данным переписи 2011 года |
| жупания, город                                                                 | численность носителей русинского языка 2011 год (чел., %)                      |                                                                                |
| ------------------------------------------------------------------------------ | ------------------------------------------------------------------------------ | ------------------------------------------------------------------------------ |
| Вуковарско-Сремская жупания                                                    | 1150 (0,64 %)                                                                  |                                                                                |
| Осиекско-Бараньская жупания                                                    | 64 (0,02 %)                                                                    |                                                                                |
| Град Загреб                                                                    | 78 (0,01 %)                                                                    |                                                                                |
| Истрийская жупания                                                             | 28 (0,01 %)                                                                    |                                                                                |
| всего: Хорватия                                                                | 1472 (0,03 %)                                                                  |                                                                                |

Численность русин и носителей русинского языка в Хорватии по данным переписей с 1931 по 2011 годы (в переписи 1931 года русины учитывались вместе с русскими и украинцами как русские, в переписях 1948, 1953 и 1961 года численность русин учитывалась вместе с численностью украинцев):
| Общая численность русин и носителей русинского языка в Хорватии по данным переписей с 1931 по 2011 годы | Общая численность русин и носителей русинского языка в Хорватии по данным переписей с 1931 по 2011 годы | Общая численность русин и носителей русинского языка в Хорватии по данным переписей с 1931 по 2011 годы | Общая численность русин и носителей русинского языка в Хорватии по данным переписей с 1931 по 2011 годы | Общая численность русин и носителей русинского языка в Хорватии по данным переписей с 1931 по 2011 годы | Общая численность русин и носителей русинского языка в Хорватии по данным переписей с 1931 по 2011 годы | Общая численность русин и носителей русинского языка в Хорватии по данным переписей с 1931 по 2011 годы | Общая численность русин и носителей русинского языка в Хорватии по данным переписей с 1931 по 2011 годы | Общая численность русин и носителей русинского языка в Хорватии по данным переписей с 1931 по 2011 годы | Общая численность русин и носителей русинского языка в Хорватии по данным переписей с 1931 по 2011 годы |
| представители этнической группы и носители языка                                                        | годы переписи                                                                                           | годы переписи                                                                                           | годы переписи                                                                                           | годы переписи                                                                                           | годы переписи                                                                                           | годы переписи                                                                                           | годы переписи                                                                                           | годы переписи                                                                                           | годы переписи                                                                                           |
| представители этнической группы и носители языка                                                        | 1931 | 1948 | 1953 | 1961 | 1971 | 1981 | 1991 | 2001 | 2011 |
| --- | --- | --- | --- | --- | --- | --- | --- | --- | --- |
| русины                                                                                                  | 9831 | 6397 | 5980 | 6290 | 3728 | 3321 | 3253 | 2337 | 1936 |
| носители русинского языка                                                                               | — | — | — | — | — | — | 2845 | 1828 | 1472 |

#### В США и Канаде
Во второй половине XIX и начале XX века часть русин из Паннонии переселилась в США и Канаду. В большинстве своём потомки русинских переселенцев перешли на английский язык. В живом употреблении родной язык сохранился только в небольшой общине паннонских русин канадского города Китченер провинции Онтарио.

### Социолингвистические сведения
Языковой статус
С. С. Скорвид даёт определение русинскому в Сербии и Хорватии как «языку меньшинств» или миноритарному языку. При этом объединение южнорусинских и карпаторусинских говоров и литературных норм под одним названием «русинский язык» он называет условным. Чешский исследователь В. Кнолл предлагает рассматривать южнорусинский как региональный литературный язык.
По терминологии А. Д. Дуличенко южнорусинский относится к славянским микроязыкам (малым литературным языкам) — литературно-языковым образованиям, находящимся вне списка известных славянских литературных языков крупных наций (этносов). Он же отмечает, что «о югославорусинском можно говорить не только как о микроязыке, но и как о самостоятельном славянском языке, так как им пользуется этническая группа (общность), претендующая на роль народности».
Ряд исследователей, прежде всего украинских рассматривают южнорусинский идиом как бачванско-сремский вариант (бачвансько-сримський варіант) украинского языка.
В 2019 году группа лингвистов (А. Д. Дуличенко, Ю. Рамач, М. Фейса и Х. Медеши) предложила выделить южнорусинский язык (распространённый в паннонском регионе) из считавшегося единым в Международной организаций по стандартизации (ИСО) русинского языка. Распространённую в карпатском регионе разновидность русинского было предложено называть «восточнорусинским». Предложение было направлено в организацию ИСО, которая отклонила его в начале 2020 года. Осенью 2020 года та же группа лингвистов сделала новый запрос в Международную организацию по стандартизации с предложением признать южнорусинский язык отдельным, но уже под названием «рутенский (руснацкий) язык» (Ruthenian with additional name Rusnak) с кодом rsk при сохранении за карпатскими говорами названия «русинский язык». Предложение было принято в январе 2022 года.
Официальный статус
В соответствии с Европейской хартией региональных языков или языков меньшинств к русинскому языку в Республике Сербии применяются отдельные пункты и подпункты части III, по которым языку гарантируется поддержка при использовании его в образовании, в органах администрации и судах, в средствах массовой информации и т. д. (хартия ратифицирована парламентом Сербии и Черногории в 2006 году).
Вопросы официального использования русинского языка, получения образования на родном языке и издания средств массовой информации входят в число прав русинского народа как национального меньшинства, которые гарантируются им в соответствии со статьёй 75 Конституции Республики Сербии 2006 года.
Законы Сербии и автономного края Воеводины дают право русинам использовать родной язык как официальный в тех населённых пунктах и общинах, в которых численность представителей этого национального меньшинства составляет не менее 15 %. Официальный статус позволяет пользоваться южнорусинским языком при обращении в органы администрации, в судопроизводстве, при проведении предвыборных кампаний. Также на южнорусинском предписывается издание законодательных актов. Указатели названий улиц, населённых пунктов, рек и других географических объектов русины имеют право дублировать на южнорусинском языке.
Официальное использование южнорусинского языка в той или иной степени реализуется на уровне краевых органов Воеводины и на уровне шести общин — Кулы, Врбаса, Шида, Бачка-Тополы, Жабали и Нови-Сада.
Образование и медиа
В населённых пунктах Воеводины с численностью проживающих там русин не менее 15 %, организуются классы с обучением на родном языке в полных и неполных средних школах. Изучение южнорусинского языка в объёме 3 часов в неделю проводится параллельно с обязательным изучением сербского (3 часа в неделю) и двух иностранных языков (от 1 до 2 часов в неделю). Обучение на южнорусинском или обучение южнорусинскому как отдельному предмету проводится только в государственных школах Воеводины.
В Русском Керестуре, Коцуре и Джурджеве по данным на 2009 год организованы группы продлённого дня в детских садах и группы по подготовке детей к школе на южнорусинском языке. В детских дошкольных учреждениях в Куле, Нови-Саде и Врбасе, в которых нет возможности организовать русинские группы, вводится предмет «Преподавание русинского языка с элементами национальной культуры». Такой предмет планируется ввести для дошкольников в Бачинцах, Беркасове, Бикич-Доле и Шиде.
Преподавание на южнорусинском всех предметов в неполных средних школах (с 1 по 8 классы) осуществляется в образовательных учреждениях Русского Керестура, Коцура и Джурджева. В остальных населённых пунктах Воеводины, в которых проживают русины, организуется факультативное преподавание южнорусинского с элементами национальной культуры в объёме 2 часов в неделю. Группы с таким обучением созданы в Бачка-Тополе, Господинцах, Коцуре, Куле, Нови-Саде, Новом Орахове, Петроварадине, Савином Селе, Сремска-Каменице, Сремска-Митровице, Суботице, Ветернике, Врбасе и Шиде с отделениями в Бачинцах, Беркасове и Бикич-Доле. По данным на 2009 год факультативы русинского проводились в 16 школах с общим числом в 300 учащихся. Минимальное число учащихся в южнорусинских классах любого типа составляет 15 школьников, при разрешении органов Министерства Просвещения имеется возможность создавать классы с обучением родному языку и при меньшем числе школьников. На протяжении всего периода существования школьного обучения в южнорусинских группах и классах, по данным М. Фейсы, отмечается сокращение числа школьников с регулярным обучением на южнорусинском и рост числа школьников с факультативным обучением.
Полное среднее образование на южнорусинском можно получить в гимназии «Петро Кузмяк», основанной в 1970 году в Русском Керестуре. При гимназии имеется общежитие, что позволяет учиться в гимназии детям из других сёл и городов Сербии а также детям из других стран.
В Новисадском университете южнорусинский язык изучается на отделении русинистики философского факультета. По данным на 2017 год отделение выпустило 35 студентов, в среднем в год на него поступает по 5 студентов. Курс русинского языка преподаётся также на отделении СМИ. Кроме этого, возможно посещение факультативных занятий по русинскому на некоторых других отделениях университета.
В Воеводине открыт Русинский народный театр «Петро Ризнич-Дядя» и проводится театральный фестиваль «Драматический Мемориал Петра Ризнича-Дяди», получившие название в память русинского общественного деятеля, актёра и режиссёра П. И. Ризнича.
На южнорусинском языке в Сербии и Хорватии печатаются периодические издания и художественная литература.
Языковая норма
Кодификация южнорусинского языка началась после публикаций поэтического сборника «З мойого валала…» («Из моего села…», 1904) и «Граматики бачвансько-рускей бешеди» (1923) Г. Костельника, а также издания фольклорных текстов, записанных В. Гнатюком (1910, 1914). В 1974 году была издана «Ґраматика руского языка: Фонетика. Морфология. Лексика I» М. М. Кочиша, в которой были пересмотрены и дополнены нормы Г. Костельника. Ввиду политической и общественной ситуации, сложившейся в XX веке, в первых двух грамматиках южнорусинский рассматривался как диалект украинского языка, а его литературная норма — как один из вариантов украинского стандартного языка. В 2002 году Ю. Рамач опубликовал третий вариант «Ґраматики руского языка». В этой работе автор, опираясь больше на языковые факты, чем на экстралингвистические, называет южнорусинский язык самостоятельным идиомом, переходным от восточнославянского языкового ареала к западнославянскому.
В южнорусинском языке нет официально признаваемых вариантов литературной нормы. Тем не менее, в письменности русинов Хорватии и Сербии отмечаются некоторые различия, которые появились после распада Югославии. Причём со временем число этих различий, связанных с основным источником заимствований, растёт. В Сербии лексика в публикациях и медийных изданиях заимствуется из сербского языка, а в Хорватии, прежде всего в издании «Нова думка» — из хорватского.
Богослужение
Богослужение в грекокатолических храмах, действующих в 15 русинских сёлах, проводится на церковнославянском языке в украинской редакции. При этом проповеди и общение с прихожанами проходит на русинском языке. Также на русинском священники иногда читают Евангелие.
К настоящему времени на южнорусинский переведены Евангелия Апостолов Матфея, Марка, Луки и Иоанна («Святе писмо Нового завита — евангелнї», 1985) и американская иллюстрированная Библия для молодёжи («Илустрована Библия младих», 1989).
Двуязычие
В современных Сербии и Хорватии носители русинского языка, как правило, двуязычны. Помимо родного языка многие понимают и говорят на сербском и хорватском языках, которые доминируют в общественной жизни Сербии и Хорватии.

### Диалекты
Южнорусинский языковой ареал отличается относительно однообразной диалектной характеристикой. В южнорусинском отсутствуют яркие диалектные различия между говорами. Незначительные фонетические, семантические и лексические черты выделяют речь жителей Куцуры, Руски-Крстура, Срема и Славонии. По заимствованной лексике различается речь русин в Хорватии, ориентирующаяся на хорватский язык, и Сербии, в которую заимствуются слова преимущественно из сербского языка. Кроме того, южнорусинские говоры могут различаться по степени воздействия на них сербского и хорватского языков — наиболее подвержены сербскому или хорватскому влиянию на фонетическом и лексическом уровнях говоры тех селений, в которых русины составляют этническое меньшинство и, наоборот, говоры селений с русинским большинством испытывают меньшее воздействие государственных языков.
Основными говорами, которые первыми сложились в Бачке после переселения русин с Карпатских гор, являются керестурский и коцурский говоры. На основе речи Руски-Керестура и Коцура сложились все остальные говоры паннонских русин в других населённых пунктах Бачки, а также в сёлах и городах Срема и Славонии.
Говор Руски-Керестура, культурного центра паннонских русин, родной говор большинства деятелей русинского национального движения, стал основой для южнорусинского литературного языка.

## Письменность
Для письма используется кириллический алфавит из 32 букв (мягкий знак иногда в алфавит не включается):
Аа Бб Вв Гг Ґґ Дд Ее Єє Жж Зз Ии Її Йй Кк Лл Мм Нн Оо Пп Рр Сс Тт Уу Фф Хх Цц Чч Шш Щщ Юю Яя Ьь

## История языка
Предки паннонских русин, носителей современного южнорусинского языка исторически были расселены в горных и предгорных районах Карпат в северо-восточной части Венгерского королевства, в комитатах Шариш, Земплин и Боршод — в настоящее время эта территория входит в состав Словакии и частично в состав Венгрии и Украины. В середине XVIII века часть русин из этих комитатов переселилась в южные районы Венгерского королевства, которые были незадолго до этого отвоёваны у Османской империи. Имеющие статус свободных людей, исповедующие грекокатолическую веру, русины приняли участие в колонизации опустевших областей Бачка, Срем и Банат вместе с венграми, словаками и другими народами Австро-Венгрии на равных условиях (исключая немцев, которым предоставлялись более выгодные условия). Разрешение на переселение оформлялось договором с властями. Первый из них, официальный договор о переселении в Русский Керестур 200 русинских грекокатолических семей, был подписан администраторм Бачского округа в 1745 году. Второй договор о переселении русин в Коцур был подписан в 1763 году. Всего в освоении земель Бачки, начавшемся между 1743 и 1746 годами, приняли участие около 2000 русин. На новом месте была открыта начальная школа (1753), построена церковь (1765), созданы руско-керестурский и коцурский грекокатолические приходы. Говоры паннонских русин с этого времени оказались обособленными от родственных им русинских говоров на Карпатах и стали развиваться в новом для них этнолингвистическом окружении среди носителей сербского, венгерского и других языков.
С ростом численности паннонских русин увеличивалась территория их расселения. В поисках работы и свободной земли русины переселялись из Руски-Керестура и Коцура в другие города и сёла Бачки — в Кулу, Врбас, Нови-Сад, Джурджево, а также в соседние области — в Срем (Шид и Сремска-Митровица) и в Славонию (в район Вуковара и бассейна реки Савы). Часть паннонских русин эмигрировала в США и Канаду. Наибольшей силы переселенческий поток достиг к концу XIX века. Находясь в окружении иноязычного населения, принадлежащего к различным конфессиям, паннонские русины продолжали сохранять свой язык, этническую идентичность и грекокатолическую веру. Во многом этому способствовало объединение русин вокруг двух национально-культурных центров, Руски-Керестура и Коцура, наличие русинских школ, стремление «держаться вместе» среди чужих и поддерживать контакты с карпатскими русинами, сохранение традиций и национальных обычаев, возникновение русинской интеллигенции, формирование национальных обществ языка и культуры, создание русинского театра и т. д. Длительное время вплоть до Первой мировой войны подавляющей частью русинского народа были крестьяне. На рубеже XIX—XX века в среде русин всё больше стало появляться ремесленников и представителей интеллигенции. Развивалась экономическая и культурная жизнь русин. Обогащался и развивался их язык. Южнорусинский стал использоваться помимо прочего в письменной сфере, из-за чего уже в начале XX века появилась потребность в его нормировании. Начало становления литературного русинского языка связывают с изданием в 1904 году первой книги на южнорусинском — «З мойого валалу» («Из моего села») — её автором стал один из деятелей паннонско-русинского национального движения Г. Костельник. Наиболее благоприятные условия для создания и развития южнорусинской литературной нормы сложились после распада Австро-Венгерской империи в 1918 году, когда земли паннонских русин вошли в состав Королевства сербов, хорватов и словенцев. С одной стороны, в новом государстве паннонские русины оказались политически изолированными от карпатских русин, но, с другой стороны, в 1919 году они получили статус национального меньшинства, что дало паннонским русинам возможность создать свою национально-культурную организацию — просветительское общество «Просвита». На учредительном собрании 2 июля 1919 года в Нови-Саде, ставшем для русинов историческим, было принято решение о создании русинского литературного языка. С 1922 года паннонские русины начали издавать еженедельник на родном языке «Руски Новины», а в 1923 году была создана первая русинская грамматика авторства Г. Костельника — «Граматика бачвансько-руськой бешеди».
Благоприятные условия для сохранения и развития южнорусинского языка сохранялись и в послевоенной Югославии, в период так называемого второго возрождения, особенно с 1970-х годов, когда была открыта гимназия для русинских школьников в Руски-Керестуре, начата публикация новых газет и журналов («МАК», «Нова думка», «Творчосц») и создан лекторат русинского языка на философском факультете Новисадского университета (в 1972 году, позднее, в 1981 году преобразован в кафедру русинского языка и литературы, в настоящее время — Отделение русинистики). В это же время кодификация южнорусинского языка была пересмотрена в серии работ лингвиста М. Кочиша. В целом, в течение XX века были сформированы научный, художественный, публицистический и официально-деловой стили южнорусинского литературного языка.
В 2002 году Ю. Рамач опубликовал новую 616-страничную грамматику южнорусинского языка. В этом же году на основании закона о защите прав и свобод национальных меньшинств Союзной Республики Югославия был учреждён Национальный Совет русин в Автономном крае Воеводина, который остаётся до настоящего времени единственным законным представителем русин. Его финансирование осуществляется за счёт средств из государственного бюджета. В сферу деятельности Совета входят все вопросы, касающиеся жизни сербских русин, включая национальную культуру, обучение и поддержку средств массовой информации на родном языке. В 2006 году положение о выборах Национальных советов было закреплено в Конституции Республики Сербии. Русинское меньшинство поддерживает активные контакты с карпатскими русинами, пользуясь правом, данным сербским законодательством, устанавливающим отношения с иностранными организациями, с представителями которых национальные меньшинства связаны по языку, культуре или религии. В настоящее время у русин Сербии насчитывается около 20 культурно-просветительских и творческих организаций, которые проводят до 25 фестивалей и других мероприятий, включая наиболее известное из них — фестиваль русинской культуры «Червена ружа».
В современной Сербии русинский язык сохраняет сравнительно устойчивое положение. Имеет официальный статус наряду с сербским в ряде воеводинских общин. Русины могут изучать свой язык и получать на нём образование. На русинском создаются литературные произведения, издаются журналы и газеты, транслируются радио- и телепередачи. На русинском созданы интернет-сайты. Развит русинский фольклор, регулярно проводятся национальные фестивали. Действует русинский театр. Созданы Общество русинского языка и литературы, Институт культуры русин, а также целый ряд культурно-просветительских обществ.

## Лингвистическая характеристика

### Фонетика и фонология

#### Гласные
Система вокализма южнорусинского языка (гласова система) состоит из 5 гласных фонем (вокали, фонеми). Гласные различаются по степени подъёма языка — верхнего (високи), среднего (стреднї/штреднї) и нижнего подъёма (нїзки), по ряду — переднего (преднього шора), среднего (стреднього/штреднього шора) и заднего ряда (заднього шора) и по наличию или отсутствию лабиализации (лабиялизовани, нелабиялизовани) (в таблице гласных слева приведены обозначения в МФА, справа в скобках — обозначения кириллицей):
| подъём  | ряд               | ряд               | ряд         |
| подъём  | передний          | средний           | задний      |
| подъём  | нелабиализованные | нелабиализованные | лабиализов. |
| ------- | ----------------- | ----------------- | ----------- |
| верхний | i (и)             |                   | u (у)       |
| средний | ɛ (е)             |                   | ɔ (о)       |
| нижний  |                   | a (а)             |             |

В южнорусинском отсутствуют фонологически значимые различия по долготе — краткости, свойственные словацкому и сербскому языкам. Более долгими в южнорусинском могут быть только ударные гласные, поскольку длительность является одним из компонентов ударения. В отличие от карпаторусинского языка в южнорусинском отсутствуют нелабиализованная фонема заднего ряда верхнего подъёма /ы/ (реализуемая чаще всего, как [ɯ̞], сдвинутая в средний ряд), и нелабиализованная фонема переднего ряда верхнего подъёма /и/.

#### Согласные
Система консонантизма южнорусинского языка включает две группы согласных (консонанти) — сонорные (сонанти) и шумные (шумово консонанти). В каждой из групп выделяются различные типы согласных по месту и способу их образования (по месце и способе твореня) — в парах согласных сверху приведены глухие согласные (нєдзвонки), снизу — звонкие (дзвонки), после обозначения согласных в МФА в круглых скобках приведены обозначения согласных кириллицей, в квадратные скобки заключены некоторые из позиционных вариантов фонем:
| взрывные                  | p (п) b (б) |             | t (т) d (д) | t (т) d (д)    | t (т) d (д)    | c (т’) ɟ (д’) | k (к) g (ґ) |       |
| аффрикаты                 |             |             |             | t͡s (ц) d͡z (дз) | t͡ɕ (ч) d͡ʑ (дж) |               |             |       |
| фрикативные               |             | f (ф) v (в) |             | s (с) z (з)    | ʃ (ш) ʒ (ж)    | ʝ (й)         | x (х)       | ɦ (г) |
| носовые                   | m (м)       |             | n (н)       | n (н)          | n (н)          | ɲ (н’)        | [ŋ] ([ӈ])   |       |
| дрожащие                  |             |             | r (р)       | r (р)          | r (р)          |               |             |       |
| скользящие согласные      | [w] ([ў])   |             |             |                |                | [j] ([i])     |             |       |
| латеральные аппроксиманты |             |             | l (л)       | l (л)          | l (л)          | ʎ (л’)        |             |       |

Ю. Рамач выделяет в южнорусинском 27 согласных фонем. Сонорные согласные образуют группу из 7 или 8 фонем: /м/, /н/, /н’/, /р/, /л/, /л’/, /й/. У согласной /в/ отмечаются как сонорные, так и шумовые характеристики. В качестве сонорного варианта согласной в выступает аллофон [ў] губно-губного образования (двоґамбово, билабиялни), встречающийся в позиции конца слога и слова: ла[ў]ка «лавка, скамейка», жо[ў]ти «жёлтый» (на письме — лавка, жовти). В остальных позициях отмечается аллофон [в] — шумный согласный губно-зубного образования (ґамбово-зубни). В состав шумных согласных входит 10 пар звонких и глухих согласных (19 или 20 фонем): /б/ — /п/, /д/ — /т/, /д’/ — /т’/, /ґ/ — /к/, /з/ — /с/, /ж/ — /ш/, /г/ — /х/, /дж/ — /ч/, /дз/ — /ц/, /в/ — /ф/. Все пары согласных за исключением /г/ — /х/ имеют одинаковое место образования. По признаку палатальности — непалатальности релевантны лишь пары сонорных согласных /л/ — /л’/ и /н/ — /н’/: локец «локоть» — лєс [л’е]с «лес», ноц «ночь» — нєбо [н’е]бо «небо».
Звонкие согласные за исключением /в/ оглушаются в позиции перед глухими и в конце слова (перед паузой): хла[д]ок — у хла[т] ку (на письме — у хладку), ру[б]ец — ру[п]ца (рубца), сла[т]ки (сладки), ро[с]повесц (розповесц), зо[с] хижи (зоз хижи), зу[п] (зуб), но[ш] (нож), в том числе группы согласных зд, зґ, ждж в конце слова: гво[ст] (гвозд). В ряде слов в их начале перед глухими может оглушаться и звонкая согласная /в/: [ф]чера, [ф]час, [ф]ше, [ф]шадзи, [ф]шелїяк (на письме — вчера, вчас, вше, вшадзи, вшелїяк). Глухие согласные озвончаются в положении перед звонкими и на конце слова перед звонкими согласными и гласными следующего слова: да[ґ]де (на письме — дакде), сва[дз]ба (свацба), ма[дз] була хора (мац була хора), принє[ж] води (принєш води), бра[д] и шестра (брат и шестра). Озвончаются глухие согласные также перед сонорным м в окончаниях глаголов повелительного наклонения 1-го лица множественного числа: ку[б]ме (купме). Перед /в/ глухие не озвончаются: [ш]вет, [к]вет, [т]вой.
Согласные д, т смягчаются перед л’, н’ (спад’нє, дот’ля), л смягчается перед н’ (начал’нїк), н смягчается перед д’, т’ (ан’дя, кон’тя), н смягчается перед дж, ч, ш (бон’джа, закон’чиц), л смягчается перед ч в словах с суффиксами чок, че (стол’чок).
В группах согласных отмечаются следующие изменения: зж > ж: (зоз желєза > зо[ж:]елєза), сш > ш: (зоз школи > зо[ш:]коли), здж > ждж (розджубац > ро[ждж]убац), сч > шч (счухац > [шч]ухац). Кроме того, ряд согласных, встречающихся на стыке слов или морфем, могут сливаться в один звук: д и ж > дж, т и ш > ч (богатши > бога[ч]и); д и з > дз, т и с > ц (под стреху > по[ц]треху); д и дж > дж:, т и ч > ч: (брат чита > бра[ч:]ита); д и дз > дз:, т и ц > ц: (пред дзверми > пре[дз:]верми); ц и ц > ц (оцец > [оца] оцца); з/с и с в суффиксе ски > с (рус-ски > ру[с]ки); н в основах прилагательных и н в суффиксе ни > н (воєн-ни > воє[н]и). Также два одинаковых согласных произносятся как один долгий на стыке префикса и основы и на стыке двух слов: од-далїц > о[д:]алїц, под дубом > по[д:]убом. Между двумя соседними гласными в ряде случаев отмечаются вставные согласные й и в: радио > ради[й]о, какао > кака[в]о, паук > па[в]ук, Леона > Ле[в]она.
На месте палатализованных /д’/ и /т’/, которые в южнорусинском подверглись ассибиляции с последующим отвердением, представлены аффрикаты (препречно-ужинково, африкати) /ц/ и /дз/: д’ет’и > дзеци. В современном языке фонемы /д’/ и /т’/, реализуемые как среднеязычные согласные, встречаются главным образом в заимствованиях: из венгерского — Мадяр, дєплови, рондя, потька, фатьол, из церковнославянского — господь, тїло, из сербского — ладя, дюбре, дутян, из восточнославянских — дїло, предїл; надїя, потїха. Отмечаются эти согласные и в единичных исконных словах: дїдо, звитяжиц. Также намного чаще, чем в исконных словах, в заимствованиях встречаются фонемы /ф/ и /ґ/: из венгерского — фойтовац ше, фалат, фоґаш; ґаґор, ґазда; из немецкого — фартух, фриштик; ґлейта; из латинского — фебруар. Значительное число заимствований с согласной ґ пришло в южнорусинский из сербского: задруґа, ґума, зґодни. В исконной лексике согласные ф и ґ в основном характерны для звукоподражательных слов: фацнуц, фучац; ґаґац, ґревац. Согласная ґ встречается также в некоторых исконных южнорусинских словах, в том числе в словах с группой зґ: ґдовец, ґузел, дробизґ. Губно-губные согласные /б/ и /п/ в позиции перед носовым (носни) /м/ и переднеязычные (передньоподнєбни) /д/ и /т/ перед носовыми /н/ и /н’/ произносятся с фаукальным взрывом (фаукални): робме, топме; однєсц, платно. В позиции перед заднеязычными (задньоподнєбни) /к/ и /ґ/ согласная /н/ реализуется как заднечзычный [ӈ]: овшаӈка, ґриӈґи. Перед гласными переднего ряда артикуляция согласных смещается вперёд, перед гласными среднего и заднего ряда — назад: дим — думац, вода; тераз — тато; риба — рубац.
Под влиянием сербского языка произношение палатальных согласных /д’/ и /т’/ может меняться, приближаясь к произношению аффрикат [дз’] и [тс’] (данные аффрикаты соответствуют звукам сербского языка, обозначаемым на письме буквами ђ и ћ). Глоттальная (гарлово) /г/ в речи двуязычных русинов, которые владеют южнорусинским и сербским, может терять звонкость и произноситься почти как заднеязычная /х/: гвариц > хвариц.

#### Просодия
Ударение в южнорусинском языке (акцент, наглашка) фиксированное парокситоническое, всегда ставится на предпоследний слог в словоформе. По этому признаку южнорусинский язык, с одной стороны, объединяется с западными карпаторусинскими говорами (включая лемковские и базирующийся на них лемковский литературный язык), а также с западнославянскими польским языком и восточнословацким диалектом, а, с другой стороны, противопоставляется восточным карпаторусинским говорам (а также пряшевско-русинскому литературному языку) и всем остальным восточнославянским идиомам, которым присуще свободное, или разноместное, ударение.
Место ударения не привязано к определённой морфеме и при словоизменении и словообразовании, связанном с изменением числа слогов, ударение всегда перемещается на предпоследний слог: предсиˈдатель — предсидаˈтеля, орґаниˈзовац — орґанизоˈвани, тоˈвариш «приятель» — товаˈриша «приятеля» — товариˈшови «приятелю». В том случае, если односложному слову предшествует односложный предлог или частица нє, то ударение сдвигается на предлог или частицу: ˈдо нас, ˈу вас, ˈзоз сна, ˈнє знал, ˈнє твой.
В некоторых случаях в южнорусинском языке отмечаются отступления от правила фиксированного ударения:
- ударение ставится на последний слог в заимствованных словах с суффиксом -изм (в формах именительного падежа): ґермаˈнизм, ґлобаˈлизм, афоˈризм, но в родительном падеже — афоˈризма;
- ударение обычно ставится на слог, который был ударным в местоимениях и наречиях до присоединения к ним суффикса -шик, в соответствии с чем ударение может падать как на предпоследний слог от начала слова, так и на другие слоги: чиˈйшик, чиˈйогошик, ˈкедишик, ˈхторишик;
- ударение ставится на последний слог в словосочетаниях перˈши раз и остатˈнї раз, образующих единое фонетическое слово;
- ударение ставится на первый слог в экспрессивной речи: вон лєм ˈупрекосци;
- ударение ставится на первый слог в модальном слове ˈбаяко;
- ударение ставится на последний слог в экспрессивной речи в формах l-причастий прошедшего времени: поˈшол, пошˈла, пошˈло, пошˈли.

#### Морфонология
Фонологическая структура слога в южнорусинском может представлять собой одну гласную или сочетания гласного с одним, двумя или более согласными: о-рац, дра-га, ра-досц. Наиболее частотными являются слоги, состоящие из согласного и следующего за ним гласного: ро-бо-та. В конце слова сочетания шумной и сонорной согласных нередко могут устраняться с помощью вставных гласных: социялизм > социялизем.
В южнорусинском языке представлены такие морфонологические чередования фонем, как:
- вокалические: /о/ ~ ø (сон «сон» — сна «сна»), /е/ ~ ø (дзень «день» — дня «дня»), /а/ ~ /о/ (прехадзка — преходзиц), /е/ ~ /о/ (нєсц — ношиц), /о/ ~ /а/ (гориц — прегаряц), /е/ ~ /а/ (глєдац — оглядац ше);
- консонантные: /т/ ~ /ц/ (дзевяти «девятый» — дзевец «девять», крест «крест» — кресциц «крестить»), /д/ ~ /дз/ (род «род» — родзиц «родить»), /г/ ~ /ж/ (драга «дорога» — у драже «в дороге»), /х/ ~ /ш/ (грих «грех» — гришиц «грешить»), /к/ ~ /ч/ (рука — ручка), /к/ ~ /ц/ (гудак — гудаци) и другие чередования.

### Морфология
Южнорусинский принадлежит к числу языков флективного и синтетического типа с элементами агглютинации и аналитизма. Части речи (файти словох) в южнорусинском группируются в три типа: 
- знаменательные (полнозначни слова) — имена существительные (меновнїки), имена прилагательные (прикметнїки), имена числительные (числовнїки), местоимения (заменовнїки), глаголы (дїєслова), наречия (присловнїки);
- служебные (службово слова) — частицы (применовнїки), союзы (злучнїки), предлоги (словка);
- междометия (викричнїки).

#### Имя существительное
Имя существительное в южнорусинском языке является частью речи, которая называет предметы в широком смысле (предметы, одушевлённые существа, качество, действие, состояние и т. д.), характеризуется грамматическими категориями рода (род) и одушевлённости — неодушевлённости (катеґория живого — нєживого) и изменяется по числам (число) и падежам (припадок). В предложении (виреченє) обычно выполняет синтаксические функции подлежащего (субєкт) и дополнения (обєкт).
Парадигма падежных форм существительных мужского рода единственного и множественного числа на примере слов дом «дом», сушед «сосед» и конь «конь»:
| падеж        | единственное число | единственное число | единственное число | множественное число | множественное число | множественное число |
| ------------ | ------------------ | ------------------ | ------------------ | ------------------- | ------------------- | ------------------- |
| именительный | дом                | сушед              | конь               | доми                | сушеди              | конї                |
| родительный  | дома               | сушеда             | коня               | домох               | сушедох             | коньох              |
| дательный    | дому               | сушедови           | коньови            | домом               | сушедом             | коньом              |
| винительный  | дом                | сушеда             | коня               | доми                | сушедох             | конї                |
| творительный | домом              | сушедом            | коньом             | домами              | сушедами            | коньми              |
| местный      | домє/дому          | сушедови           | коньови            | домох               | сушедох             | коньох              |
| звательный   | дому               | сушед              | коню               | доми                | сушеди              | конї                |

#### Имя прилагательное
Имя прилагательное выражает значение признака предмета и характеризуется словоизменительными категориями рода, числа и падежа. Качественные прилагательные также характеризуются категорией степеней сравнения (компаратив). В предложении имя прилагательное выполняет синтаксические функции согласованного определения (атрибут).

#### Имя числительное
Имя числительное, называющее число предметов, характеризуется категориями рода и падежа.
Числительные от «одного» до «двадцати двух» (для изменяющихся по родам приведены формы только мужского рода):
|    | количественные                                   | порядковые   | собирательные  | собирательные лично-мужские |
| -- | ------------------------------------------------ | ------------ | -------------- | --------------------------- |
| 1  | єден (муж. род), єдна (жен. род), єдно (ср. род) | перши        | —              | —                           |
| 2  | два                                              | други        | двойо          | двоме                       |
| 3  | три                                              | треци        | тройо          | троме                       |
| 4  | штири                                            | штварти      | штверо         | штирме                      |
| 5  | пейц                                             | пияти        | пецеро         | пейцме                      |
| 6  | шейсц                                            | шести        | шесцеро        | шейсцме                     |
| 7  | седем                                            | седми        | седмеро        | седемцме                    |
| 8  | осем                                             | осми         | осмеро         | осемцме                     |
| 9  | дзевец                                           | дзевяти      | дзевецеро      | дзевецме                    |
| 10 | дзешец                                           | дзешати      | дзешецеро      | дзешецме                    |
| 11 | єденац                                           | єденасти     | єденацецеро    | єденацме                    |
| 12 | дванац                                           | дванасти     | дванацецеро    | дванацме                    |
| 13 | тринац                                           | тринасти     | тринацецеро    | тринацме                    |
| 14 | штернац                                          | штернасти    | штернацецеро   | штернацме                   |
| 15 | петнац                                           | петнасти     | петнацецеро    | петнацме                    |
| 16 | шеснац                                           | шеснасти     | шеснацецеро    | шеснацме                    |
| 17 | седемнац                                         | седемнасти   | седемнацецеро  | седемнацме                  |
| 18 | осемнац                                          | осемнасти    | осемнацецеро   | осемнацме                   |
| 19 | дзеветнац                                        | дзеветнасти  | дзеветнацецеро | дзеветнацме                 |
| 20 | двацец                                           | двацети      | двацецеро      | двацецме                    |
| 21 | двацец (и) єден                                  | двацец перши | —              | —                           |
| 22 | двацец (и) два                                   | двацец други | —              | —                           |

Числительные от «тридцати» до «миллиарда» (для изменяющихся по родам приведены формы только мужского рода):
|        | количественные    | порядковые         | собирательные    | собирательные лично-мужские |
| ------ | ----------------- | ------------------ | ---------------- | --------------------------- |
| 30     | трицец            | трицети            | трицецеро        | трицецме                    |
| 40     | штерацец          | штерацети          | штерацецеро      | штерацецме                  |
| 50     | пейдзешат         | пейдзешати         | пейдзешацецеро   | пейдзешатме                 |
| 60     | шейдзешат         | шейдзешати         | шейдзешацецеро   | шейдзешатме                 |
| 70     | седемдзешат       | седемдзешати       | седемдзешацецеро | седемдзешатме               |
| 80     | осемдзешат        | осемдзешати        | осемдзешацецеро  | осемдзешатме                |
| 90     | дзеведзешат       | дзеведзешати       | дзеведзешацецеро | дзеведзешатме               |
| 100    | сто               | стоти              | стоцецеро        | стоцецме                    |
| 200    | двасто            | двастоти           | двастоцецеро     | двастоцецме                 |
| 300    | тристо            | тристоти           | тристоцецеро     | тристоцецме                 |
| 400    | штиристо          | штиристоти         | штиристоцецеро   | штиристоцецме               |
| 500    | пейцсто           | пейцстоти          | пейцстоцецеро    | пейцстоцецме                |
| 600    | шейсцсто          | шейсцстоти         | шейсцстоцецеро   | шейсцстоцецме               |
| 700    | седемсто          | седемстоти         | седемстоцецеро   | седемстоцецме               |
| 800    | осемсто           | осемстоти          | осемстоцецеро    | осемстоцецме                |
| 900    | дзевецсто         | дзевецстоти        | дзевецстоцецеро  | дзевецстоцецме              |
| 1000   | тисяч(а)/езер     | тисячни            | —                | —                           |
| 2000   | два тисячи / езри | два тисячни        | —                | —                           |
| 1 млн  | милион            | милионови/милионни | —                | —                           |
| 1 млрд | милиярда          | милиярдови         | —                | —                           |

#### Местоимение
Местоимение — знаменательная часть речи, которая указывает на предметы с точки зрения говорящего, но не называет их. Местоимения характеризуются категориями рода, числа и падежа, при этом некоторые группы местоимений не имеют категории рода (я, ти, ми, ви) или ни рода, ни числа (хто, цо).
Склонение личных (первого и второго лиц) и возвратного местоимений:
| падеж        | единственное число | единственное число | множественное число | множественное число | возвратное |
| падеж        | 1-е лицо           | 2-е лицо           | 1-е лицо            | 2-е лицо            | возвратное |
| падеж        | я                  | ты                 | мы                  | вы                  | себя       |
| ------------ | ------------------ | ------------------ | ------------------- | ------------------- | ---------- |
| именительный | я                  | ти                 | ми                  | ви                  | —          |
| родительный  | мнє, ме            | тебе, це           | нас                 | вас                 | себе       |
| дательный    | мнє, ми            | тебе, це, ци       | нам                 | вам                 | себе       |
| винительный  | мнє, ме            | тебе, це           | нас                 | вас                 | себе, ше   |
| творительный | зо мну             | з тобу             | нами                | вами                | собу       |
| местный      | мнє                | тебе, це           | нас                 | вас                 | себе       |

Склонение личных местоимений третьего лица:
| падеж        | единственное число    | единственное число    | единственное число | множественное число |
| падеж        | мужской род           | средний род           | женский род        | множественное число |
| падеж        | он                    | оно                   | она                | они                 |
| ------------ | --------------------- | --------------------- | ------------------ | ------------------- |
| именительный | вон                   | воно                  | вона               | вони                |
| родительный  | його, нього, ньго, го | його, нього, ньго, го | єй, нєй            | їх, нїх, их         |
| дательный    | йому, ньому, му       | йому, ньому, му       | єй, нєй            | їм, нїм, им         |
| винительный  | його, нього, ньго, го | його, нього, ньго, го | ю, ню              | їх, нїх, их         |
| творительный | з нїм                 | з нїм                 | з ню               | з нїма              |
| местный      | нїм/ньому             | нїм/ньому             | нєй                | нїх                 |

#### Глагол
Глагол, выражающий процесс (действие, состояние), характеризуется категориями времени (час), лица (особа), наклонения (способ), залога (стан), вида (вид), переходности — непереходности (преходносци — нєпреходносци), числа, а также в прошедшем времени и сослагательном наклонении категорией рода. В предложении глагол чаще всего выполняет синтаксические функции сказуемого (предикат).

#### Наречие
Наречие, называющее признак действия, признак другого признака или признак предмета, является неизменяемой частью речи. В предложении выступает в синтаксической функции обстоятельства (додаток).

#### Предлог
Предлог выражает отношения имён существительных или других частей речи в функции существительного к синтаксически подчинённым словам в предложении.

#### Союз
Союз выражает связь между частями сложного предложения и между отдельными предложениями.

#### Частица
Частица выражает различные оттенки значения предложений и отдельных слов.

#### Междометие
Междометие выражает эмоциональные и эмоционально-волевые реакции на те или иные события, не называя их.